# Alliance Sports Casablanca
Maillots
L'Alliance Sports de Casablanca (A.S), est une équipe de basket-ball du Maroc. C'est le premier club à remporter le titre de champion du Maroc en 1957.

## Histoire
Cette équipe remporte le titre de champion du Maroc en 1957, juste après l'Indépendance du pays et la création de la FRMBB (Fédération royale marocaine de basket-ball) en 1956, avant même la création officielle du Championnat de la discipline en 1960. 
Sous la houlette de son président Armand Abittan et de son frère, l'entraîneur Victor Abittan, le club réalise par la suite le doublé en remportant de nouveau le titre en 1962 contre le Maghreb Sportif de Rabat (MSR) et en 1963 contre le Club Sportif de Casablanca (CSC).
En tant que champion du Maroc, l'A.S gagne le droit de rencontrer des équipes prestigieuses comme le Real Madrid en match amical ou encore le Simmenthal de Milan lors de la saison 1962-1963, contre lequel elle est sévèrement battue (113 à 61) dans le cadre de la coupe d'Europe des clubs champions.
Parmi les joueurs qui se sont illustrés sous les couleurs de l'A.S, on retient surtout Jean Pierre Bentolila, Gerard de Félicès, Gilbert Achour, Michel Benoualid, Henri Essis qui poursuivit sa carrière de basketteur puis d'entraîneur en France (Picardie), les Américains Caston et Knight, l'algérien Benhadji et surtout Ahmed Riad dit « Moulay » qui devint le capitaine de l'équipe nationale marocaine et participa aux Jeux Olympiques de Mexico en 1968. Une fois l'équipe disparue, certains de ses jeunes et talentueux joueurs, notamment Moulay ainsi que l'ailier shooteur Elie Azoulay, intégrèrent l'équipe sponsorisée par la General Tire qui fut vice championne du Maroc en 1969.

## Palmarès
- Championnat du Maroc (3)
  - Champion : 1957, 1962, 1963

## Photos

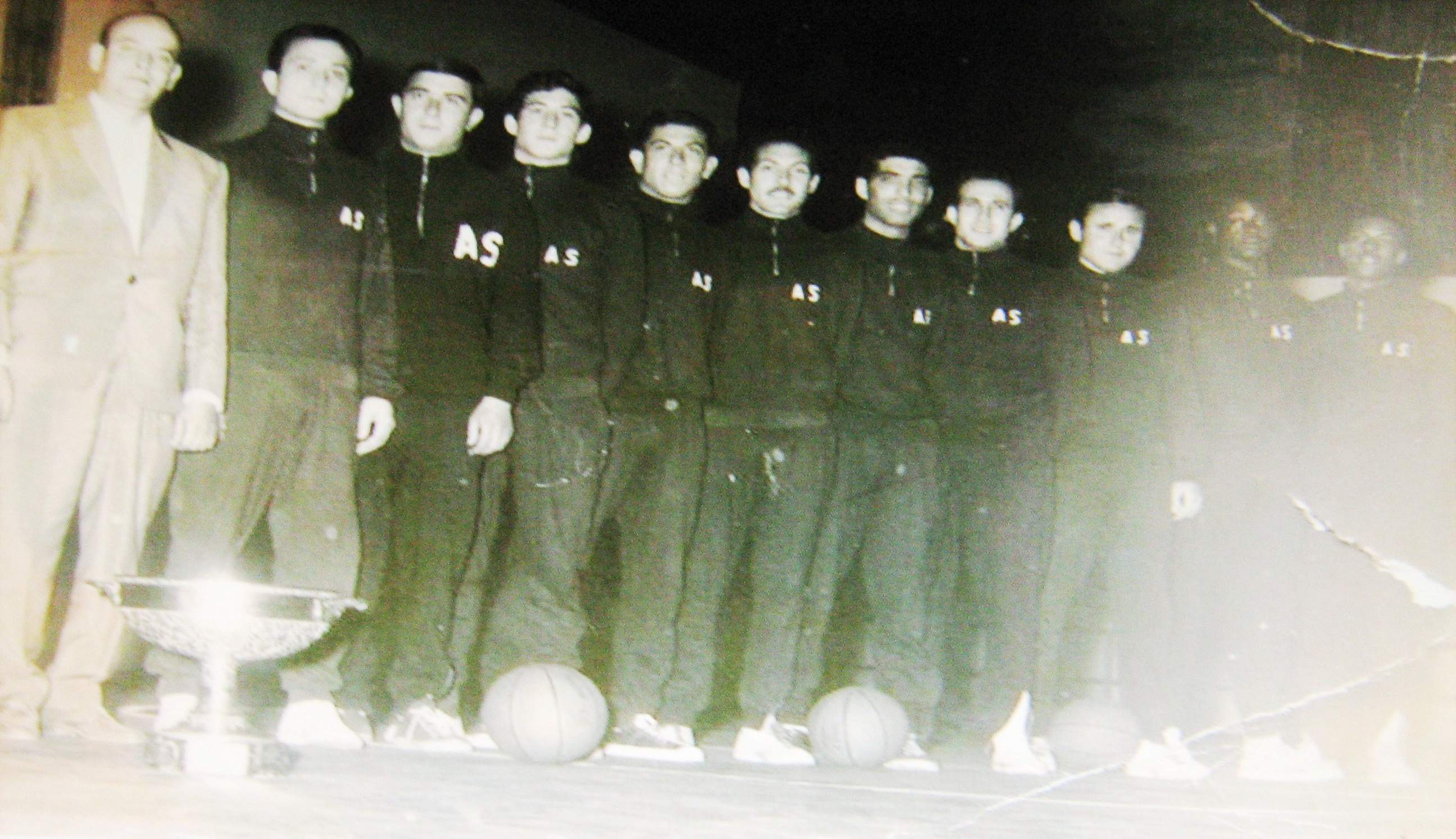
L'équipe de l'Alliance Sports championne du Maroc avec ses deux joueurs américains Caston et Knight (à droite).
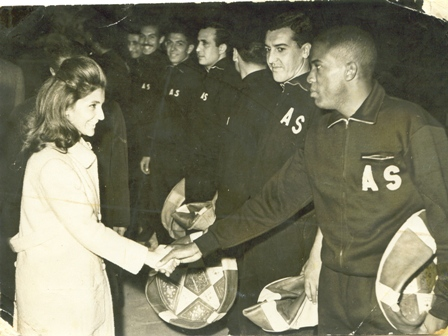
Sur cette photo, les joueurs de l'Alliance Sports de Casablanca salués par la princesse Lamia Solh dans le cadre de la coupe d'Europe contre le Real Madrid.
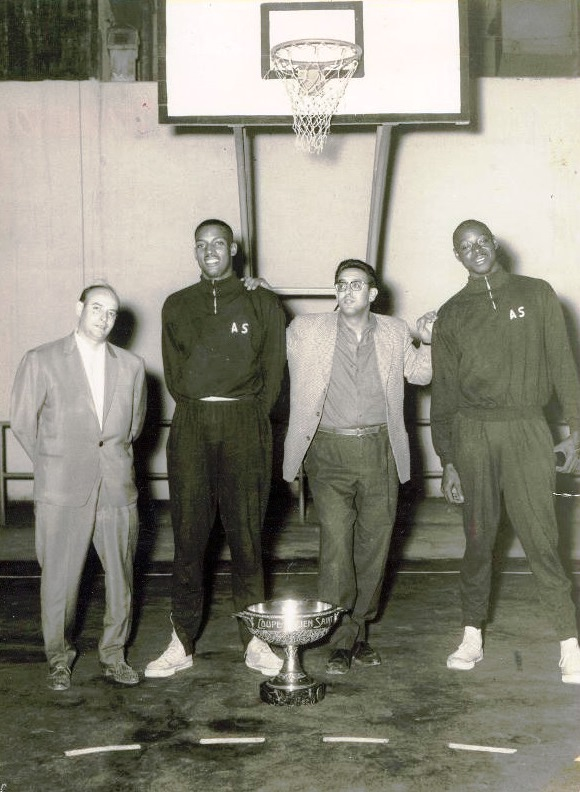
Sur ce cliché, de gauche à droite, le président Abittan, Caston, l'entraîneur Abittan et Knight posant avec le trophée de champion.
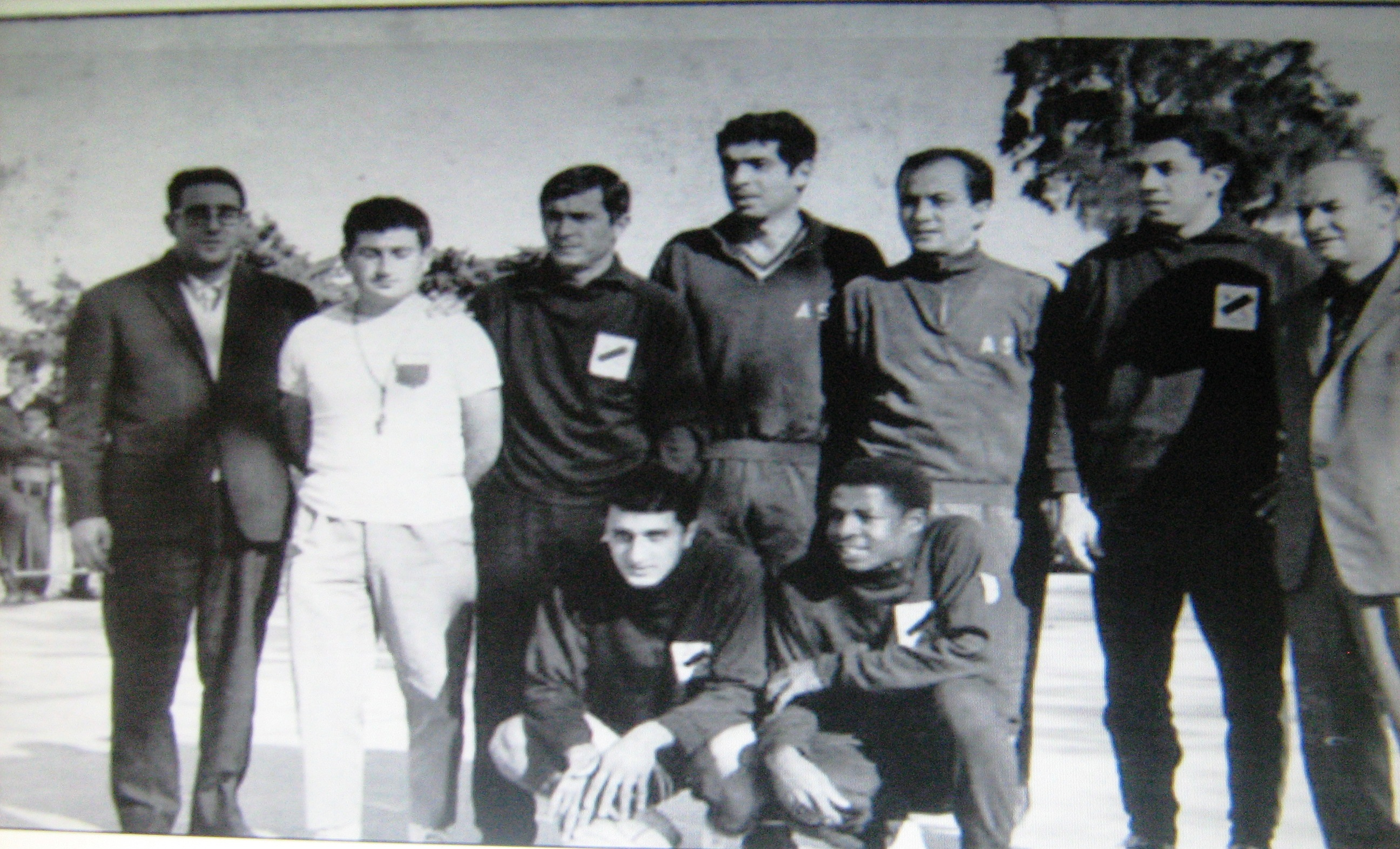
Une partie de l'équipe championne du Maroc au début des années 60 avec notamment Bentolila au centre, entourée par les frères Abittan, Victor (à gauche) l'entraîneur et Armand (à droite) le président.
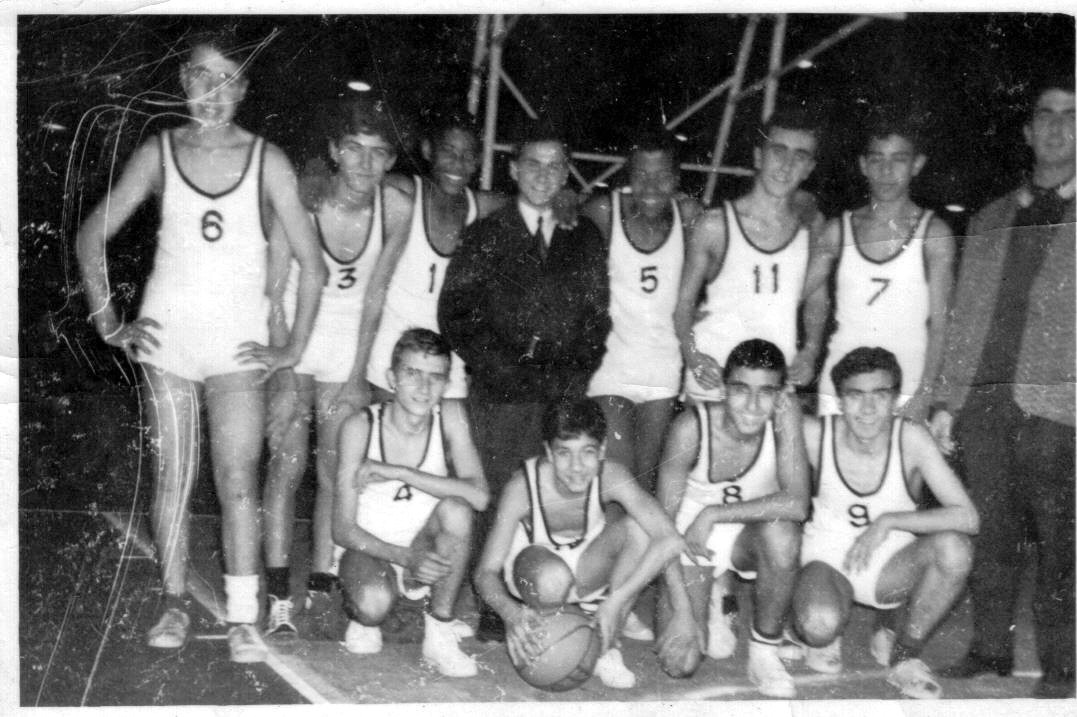
L'équipe de l'A.S vers le milieu des années 60. Au centre de la photo, Moulay et Kaaza.
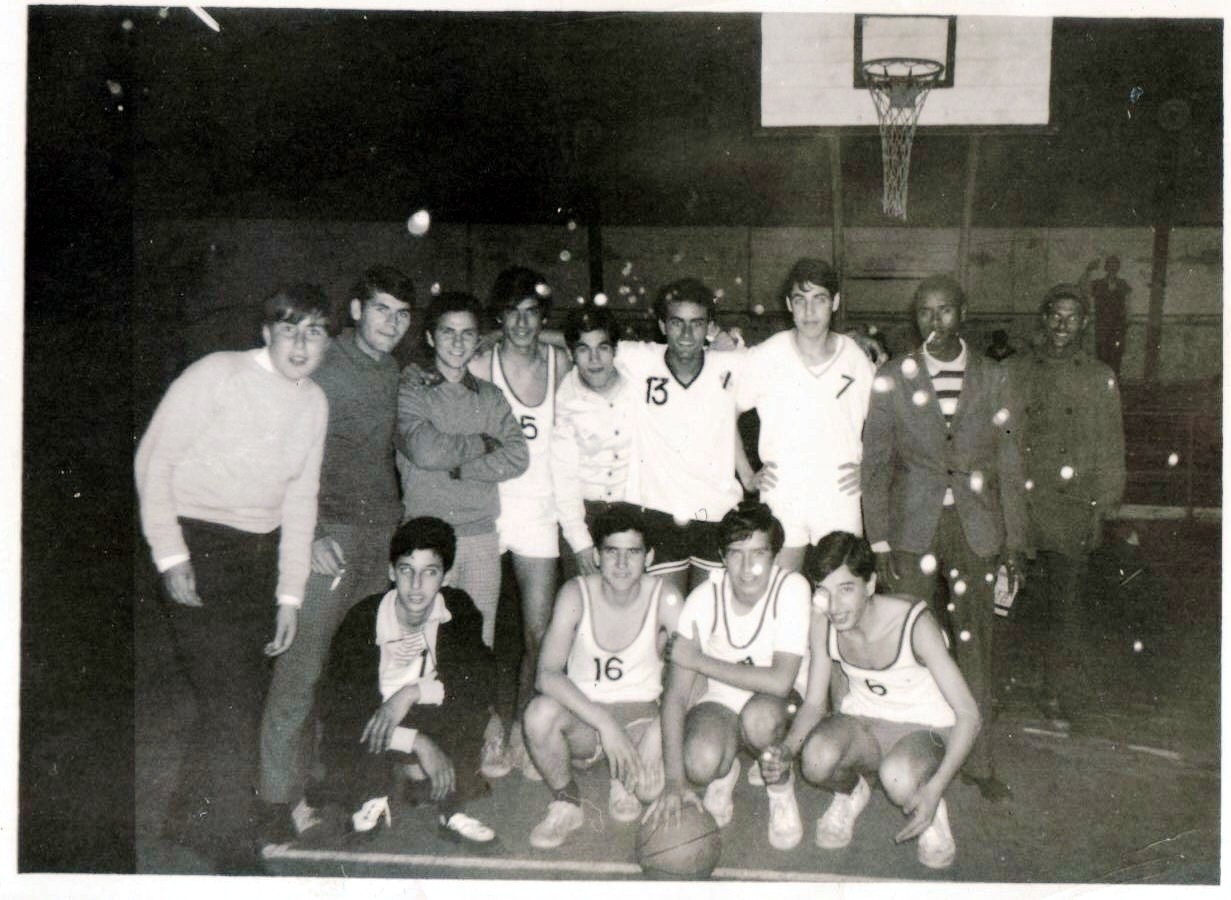
Équipe des juniors de l'Alliance Sports. Parmi les joueurs présents sur cette photo : Joseph Tamsot (N°5), Haouran (N°13), Elie Azoulay (N°7), Léon Azoulay (N°4).
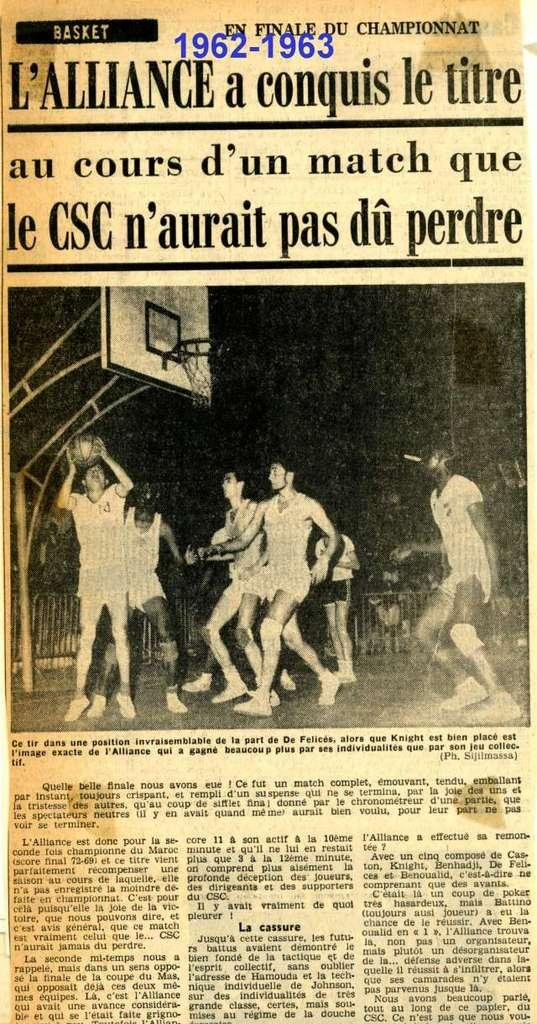
La presse en parle : victoire de l'Alliance sports en championnat du Maroc de Basketball lors de la saison 1962-1963.